# Campionato italiano indoor maschile di pallanuoto 1962
Il campionato italiano indoor 1962 è stata la 8ª edizione del campionato italiano indoor maschile di pallanuoto. Il torneo fu disputato da otto squadre, raggruppate inizialmente in due gironi. Le prime due classificate di ogni girone si affrontarono in un girone finale disputato da quattro squadre, diventate tre per il ritiro della Rari Nantes Florentia. Per la prima volta nella storia del torneo il girone finale fu disputato con un girone all'italiana andata e ritorno.

## Finali

### Classifica
|  |    | Finali 1962 | Pt | G | V | N | P | GF | GS | DR  |
|  | -- | ----------- | -- | - | - | - | - | -- | -- | --- |
|  | 1. | Pro Recco   | 8  | 4 | 4 | 0 | 0 | 20 | 9  | +11 |
|  | 2. | Lazio       | 3  | 4 | 1 | 1 | 2 | 14 | 15 | -1  |
|  | 3. | Nervi       | 1  | 4 | 0 | 1 | 3 | 10 | 20 | -10 |

## Verdetti
- Pro Recco Campione indoor d'Italia 1962